# Старый Вюртемберг

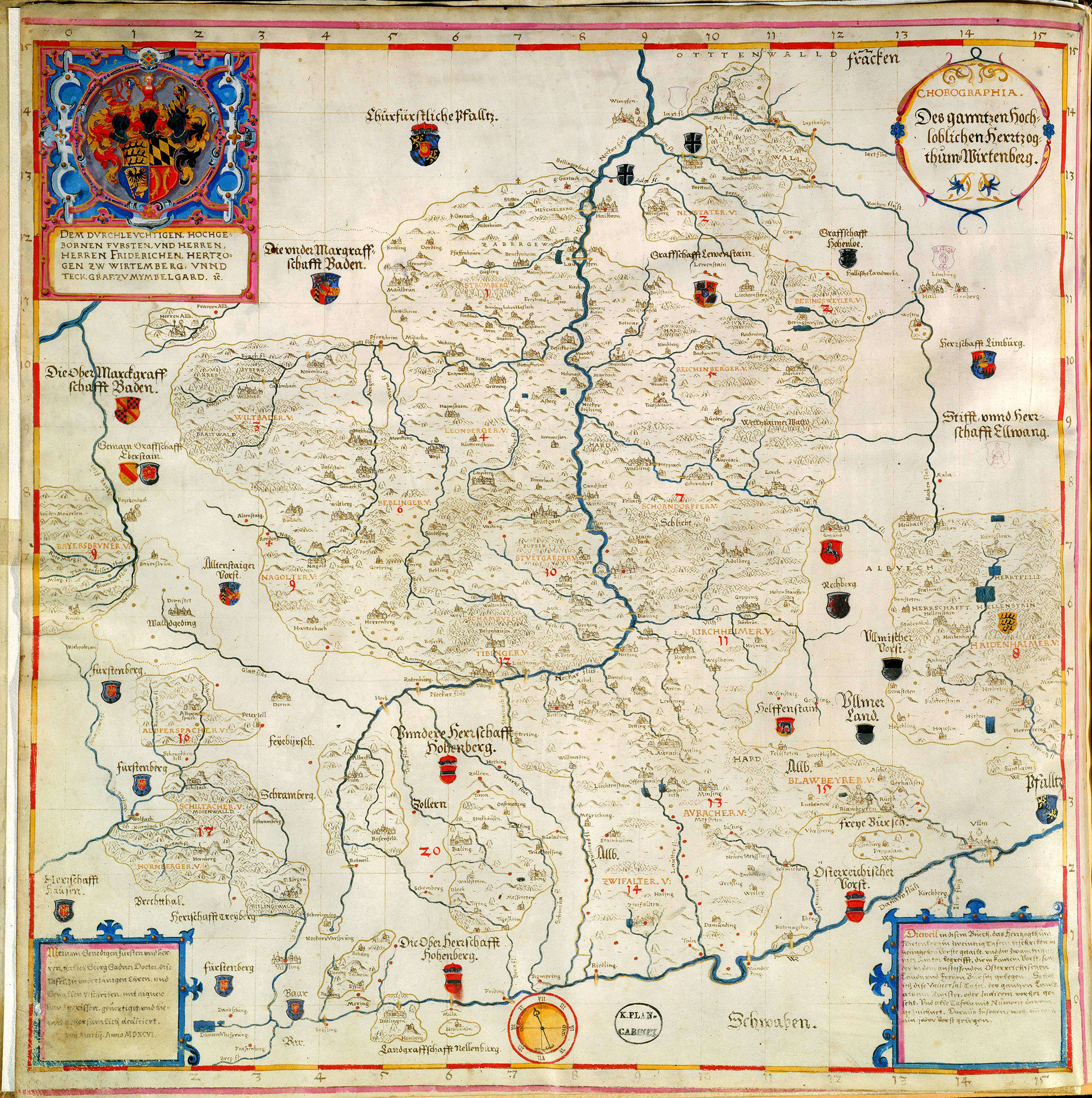
Герцогство Вюртемберг в 1596 году: места под иностранным владычеством Гаднером отмечены красными точками.

Старый Вюртемберг (нем. Altwürttemberg) относится к сеньорской территории Вюртемберг до заключения имперского договора и германской медиатизацией 1803 года, в отличие от последующего Нового Вюртемберга, который приобрел большое количество дополнительных территорий — особенно к востоку и югу от Старого Вюртемберга.

## Географическая структура
Старый Вюртемберг состоял из тех регионов, которые принадлежали герцогству Вюртемберг до 1803 года. В их число входили бывшее графство Вюртемберг в самом сердце среднего Неккара и дополнительные приобретённые (выкупленные, завоеванные и так далее) им территории: графства Кальв, Мемпельгард, Тюбинген, Урах и Вайхинген, баронства Хайденхайм и Тек, унаследованный Рейхслехен и имперский феод Грюнинген, а также многочисленные меньшие владения, многие церковные территории, которые герцоги Ульрих и Кристоф захватили и секуляризировали после Реформации.
Независимыми территориями на землях Вюртемберга были имперские города Хайльбронн, Эсслинген, Вайль-дер-Штадт, Ройтлинген и богатый Ульм на его юго-восточной окраине, а также несколько светских владений, чьи местоположения отмечены Георгом Гаднером на его обзорной карте 1596 года красным цветом. До 1803 года Вюртемберг был одной из немногих протестантских территорий, которые имели свои места в швабском округе и право голоса в нём.

## Политическая структура

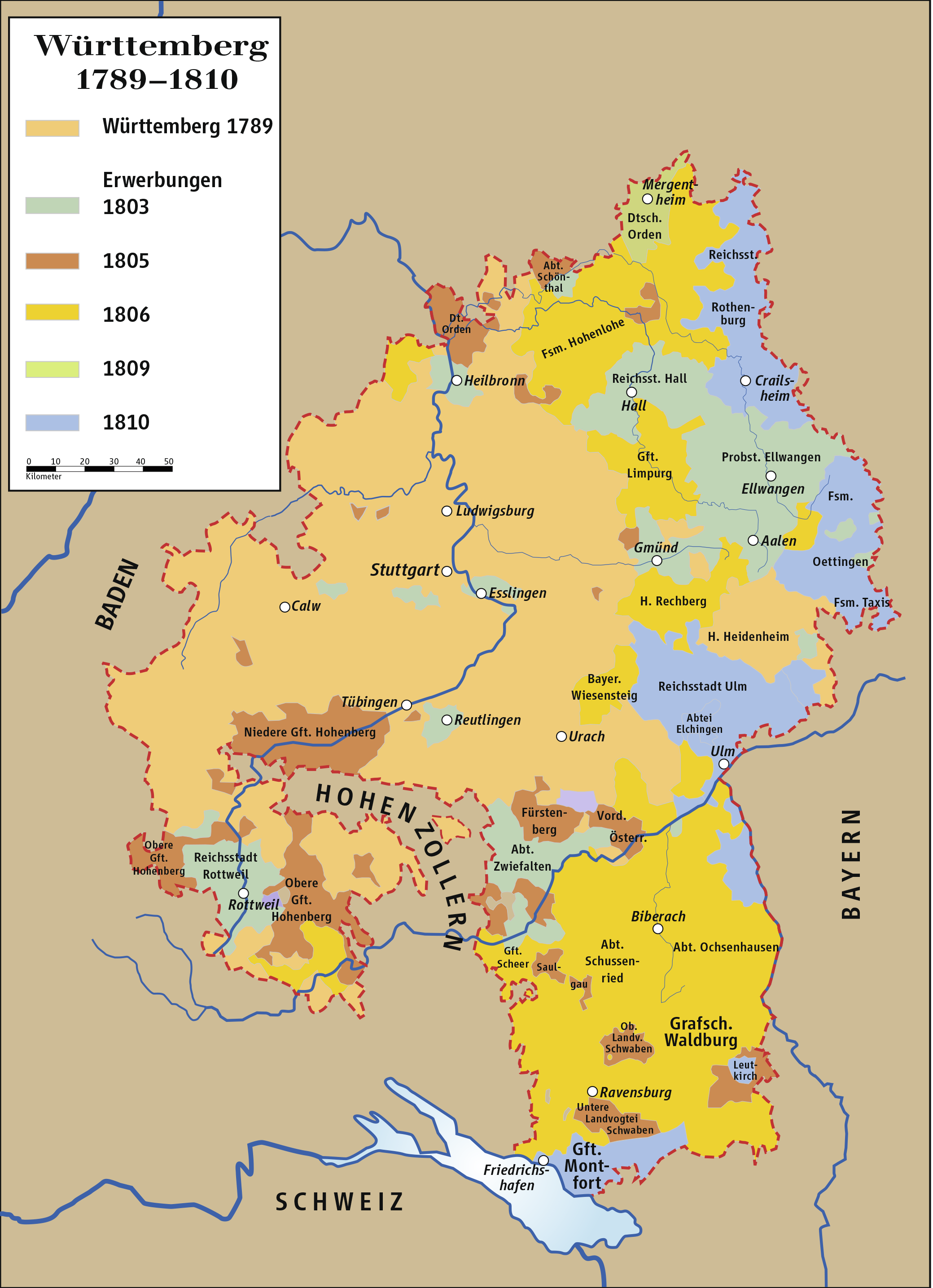
Старый Вюртемберг в 1789 году с территориальными приобретениями 1803 года.

С 1477 года в Тюбингене существует университет. Его основатель, граф Эберхард V, получил титул в герцогстве в 1495 году. После восстания Бедного Конрада вступил в силу Тюбингенский договор 1514 года, который предписывал принять конституцию Вюртемберга. Например, до 1805 года в герцогстве существовало парламентское собрание, в котором доминировали патриции и прелаты, которые ограничивали права и фискальную политику герцога, однако после Реформации не было политического собрания организованной знати, потому что богатая имуществом и землями аристократия в основном оставалась римско-католической, подчиняла себя непосредственно императору Священной Римской империи в качестве имперских рыцарей и больше не считала себя верной герцогу Вюртембергскому.
С 1803 года до окончательного роспуска Священной Римской империи в 1806 году в течение короткого времени существовало независимое государство Новый Вюртемберг с его правительственным в Эльвангене, в Ландтаге которого Старый Вюртемберг не имели голоса. Оба государства управлялись принцем-выборщиком и герцогом Фридрихом I Вюртембергским в личном союзе до тех пор, пока Наполеон не объединил их в королевство, и таким образом обременительная конституция Старого Вюртемберга не могла быть официально отменена. Политическая дифференциация между Старым и Новым Вюртембергом в настоящее время устарела, но иногда все ещё использовалась для проведения регионального различия.
Например, в XX-м веке название Старый Вюртемберг всплыло в названии поставщика электроэнергии, Kraftwerk Altwürttemberg («Электростанция Старого Вюртемберга»), и в Bezirksbaugenossenschaft Altwürttemberg («Строительный кооператив Старого Вюртемберга»), и также Старовюртембергская (Altwürttemberger) — порода лошади, которой угрожает исчезновение на сегодняшний день.